# Mogamed Ibragimov

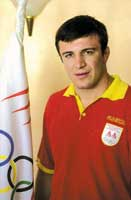
Mogamed Ibragimov

Mogamed Ibragimov (mazedonisch Могамед Ибрагимов, aserbaidschanisch Məhəmməd İbrahimov, russisch Магомед Ибрагимхалилович Ибрагимов Magomed Ibragimchalilowitsch Ibragimow; * 22. Juli 1974 in Urada, Dagestanische ASSR, Russische SFSR, Sowjetunion) ist ein nordmazedonischer und ehemals aserbaidschanischer Ringer russischer Herkunft.

## Werdegang
Mogamed Ibragimov wuchs in der sowjetischen Kaukasusrepublik Dagestan auf und besuchte in der Hauptstadt Machatschkala die Schule. Als Jugendlicher begann er 1985 in Aserbaidschan mit dem Ringen. Sein Trainer Schewalje Nussujew formte ihn bis zum Jahr 1994 zu einem hervorragenden Freistilringer, der bei einer Größe von 1,80 m im Mittelgewicht startete. Seinen ersten internationalen Wettkampf bestritt Magomed 1994. Bis einschließlich 1996 startete er für Aserbaidschan, wechselte aber ab 1997 aus wirtschaftlichen Gründen nach Mazedonien und startete für einen Ringerverein in Skopje.
Bei seinem ersten Start bei einer internationalen Meisterschaft bei der Weltmeisterschaft in Istanbul war er erst zwanzig Jahre alt und musste sich mangels Erfahrung noch mit dem 11. Platz begnügen. Ein Jahr später bewies er aber bei der Europameisterschaft in Freiburg im Üechtland/Schweiz sein großes Können, denn er wurde mit fünf Siegen Europameister. Bei der Weltmeisterschaft desselben Jahres in Atlanta konnte er ebenfalls überzeugen, obgleich er nach einer Niederlage im Viertelfinale gegen den späteren Weltmeister Kevin Jackson aus den USA nur den 5. Platz belegte. Im Kampf um diesen Platz besiegte er den Weltklasseringer Sebahattin Öztürk aus der Türkei.
Im Olympiasjahr 1996 erreichte Ibragimov die gleichen Ergebnisse wie 1995. Im April dieses Jahres wurde er in Budapest mit Siegen über Nicolae Ghiță aus Rumänien, Chadschimurad Magomedow aus Russland, Lukman Schabrailow aus Moldawien und László Dvorák aus Ungarn, alles Weltklasseringer und selbst mehrfache Medaillengewinner, zum zweiten Mal Europameister. Als er bei den Olympischen Spielen desselben Jahres in Atlanta aber wieder, wie schon bei der Weltmeisterschaft des Vorjahres, nur den fünften Platz erreichte, war seine Enttäuschung doch groß. Gescheitert war er diesmal an Amir Reza Khadem aus dem Iran, der ihn nach Punkten besiegte.
Für Mazedonien startend erreichte er bei der Weltmeisterschaft in Krasnojarsk 1997 den 6. Platz und gewann bei der Weltmeisterschaft 1998 in Teheran die Silbermedaille im Mittelgewicht nach einer 4:0-Finalniederlage gegen einen weiteren Iraner, Alireza Heidari.
Den dritten Europameisterschaftstitel gewann Ibragimov 1999 in Minsk. Im Endkampf besiegte er den Newcomer Igors Samusonoks aus Lettland sicher nach Punkten. Danach gewann Ibragimov bei den Olympischen Spielen 2000 in Sydney die Bronzemedaille im Mittelgewicht. Im Halbfinale wurde er von dem überragenden Adam Saitijew aus Russland mit 3:0 nach Punkten geschlagen, gewann aber den Kampf um die Bronzemedaille gen Amir Reza Khadem und nahm damit Revanche für die Niederlage bei den Olympischen Spielen 1996.
In den nächsten Jahren, Mogamed Ibragimov war noch bis 2004 aktiv, gewann er bei internationalen Meisterschaften keine Medaillen mehr. Das olympische Ringerturnier 2004 in Athen war das letzte Turnier, das er bestritt. Er verlor dabei bereits in den ersten beiden Runden gegen Moon Eui-jae aus Südkorea mit 0:4 Punkten und gegen Miroslaw Gotschew aus Bulgarien mit 2:4 Punkten und landete nur auf dem 19. Platz.

## Internationale Erfolge
(OS = Olympische Spiele, WM = Weltmeisterschaft, EM = Europameisterschaft, F = Freistil, Mi = Mittelgewicht, bis 1996 bis 82 kg, von 1997 bis 2000 bis 85 kg und ab 2001 bis 84 kg Körpergewicht)
- 1994, 11. Platz, WM in Istanbul, F, Mi, Sieger: Lukman Schabrailow, Moldawien, vor Sebahattin Öztürk, Türkei, und Hans Gstöttner, Deutschland;
- 1995, 1. Platz, EM in Freiburg im Üechtland/Schweiz, F, Mi, vor Sergej Gubrinjuk, Ukraine, Rassul Katinowassow, Russland, Nicolae Ghiță, Rumänien, Hans Gstöttner und László Dvorák, Ungarn;
- 1995, 5. Platz, WM in Atlanta, F, Mi, hinter Kevin Jackson, USA, Elmadi Schabrailow, Kasachstan, Ruslam Kinchagow, Usbekistan, und Laszlo Dvorak und vor Sebahattin Öztürk;
- 1996, 1. Platz, EM in Budapest, F, Mi, vor László Dvorák, Chadschimurad Magomedow, Russland, Plamen Penew, Bulgarien, Sjarhej Gubrinjuk und Aljaksandr Sauko, Belarus;
- 1996, 5. Platz, OS in Atlanta, F, Mi, hinter Chadschimurad Magomedow, Yang Hyun-mo, Südkorea, Amir Reza Khadem, Iran, und Sebahattin Öztürk und vor Elmadi Schabrailow;
- 1997, 6. Platz, WM in Krasnojarsk, F, Mi, hinter Leslie Gutches, USA, Eldar Assanow, Ukraine, Alireza Heidari, Iran, Chadschimurad Magomedow und Yoel Romero, Kuba;
- 1998, 2. Platz, WM in Teheran, F, Mi, hinter Alireza Heidari und vor Yoel Romero, Hadschimurad Magomedow, M. Krugliew, Kasachstan, und M. Stanisławski, Polen;
- 1999, 1. Platz, EM in Minsk, F, Mi, vor Igors Samunsonoks, Lettland, Schamil Issajew, Russland, Andzor Tembotow, Ukraine, Plamen Penew und Lazaros Loizidis, Griechenland;
- 2000, 1. Platz, Olympia-Qualif.-Turnier in Leipzig, F, Mi, vor Eldar Assanow, Nicolae Ghiță und Vincent Aka, Frankreich;
- 2000, Bronzemedaille, OS in Sydney, F, Mi, hinter Adam Saitijew, Russland, und Yoel Romero und vor Amir Reza Khadem, Charles Burton, USA, und Yang Hyun-mo;
- 2002, 4. Platz, EM in Baku, F, Mi, hinter Saschid Saschidow, Russland, Bejbulat Mussajeu, Belarus, und Rewas Mindoraschwili, Georgien, und vor André Backhaus, Deutschland, und Lazaros Loizidis;
- 2002, 23. Platz, WM in Teheran, F, Mi, Sieger: Adam Saitijew vor Yoel Romero und Majid Khodaei, Iran;
- 2003, 12. Platz, WM in New York, F, Mi, Sieger: Saschid Saschidow vor Cael Sanderson, USA, und Rewas Mindoraschwili;
- 2004, 19. Platz, OS in Athen, F, Hs, Sieger: Cael Sanderson, USA, vor Moon Eui-jae, Korea, und Saschid Saschidow, Russland;